# Селиш
Море Се́лиш (англ. Salish Sea) — принятое в США и Канаде название водной системы, расположенной между юго-западной частью канадской провинции Британская Колумбия и северо-западной частью американского штата Вашингтон. Включает в себя пролив Джорджия, систему заливов Пьюджет и пролив Хуан-де-Фука, а также все прибрежные части Тихого океана от города Тамуотер в южной оконечности Пьюджет до Десолейш-Саунд в северной части пролива Джорджия. Площадь — 18 тысяч км².
Впервые данное название употребил морской биолог Берт Веббер из Беллингхема (штат Вашингтон) в 1988 году с целью активизации общей защиты вод и экосистем проливов Джорджия, Хуан-де-Фука и Пьюджет-Саунд.
Продвижение этого термина Веббером привело к принятию названия «Море Селиш» штатом Вашингтон (США). Также оно фигурирует в рекомендациях топонимической информационной системы Британской Колумбии (Канада). Однако несмотря на усилия Веббера, старые названия продолжают употребляться. Противники названия «море Селиш» утверждают, что этот регион является не морем, а сетью связанных друг с другом проливов и заливов. Другие не согласны с принятием этого топонима по историческим причинам и сомневаются в аргументированности названия «Селиш» (так называется языковая семья, на языках которой разговаривают индейские народы, проживающие на берегах этого моря).
По состоянию на начало 2023 года топоним «море Селиш» не признан на международном уровне. Он не фигурирует в документах Международной гидрографической организации, в том числе в не ратифицированном ею проекте издания «Границы морей и океанов» 2002 года.

## Определение
Предлагаемое название включает в себя систему заливов Пьюджет-Саунд, пролив Джорджия, связывающие их канал Худ и залив Беллингем, а также пролив Хуан-де-Фука. Изначально Веббер предлагал провести границы моря, используя границы между территориями проживания селишских народов и народов нуу-ча-нульт (нутка) и маках. Однако, в таком случае граница моря разрежет пролив Хуан-де-Фука пополам, поэтому при составлении предложения по регистрации данного названия границы моря были вынесены на запад, включая в себя весь пролив Хуан-де-Фука (формальная западная граница пролива соединяет мыс Флаттери (штат Вашингтон) близ бухты Ниа на юге и Порт-Сан-Хуан (о. Ванкувер, Британская Колумбия) близ Порт-Ренфрю на севере). Море Селиш не заменяет существующие топонимы, а объединяет их.
Сеть водных путей, объединённая названием Селиш, используется в качестве транспортного пути местными индейцами, которые по их словам, проживают здесь «с незапамятных времён». За исключением селишских народов, на берегах моря также проживают северные вакашские народы (квакиутл или кваквакавакв) и южные вакашские народы (нуу-ча-нульт, маках, дитидахт). Ранее здесь также проживал народ чимакум (ичмакумский язык близок к квилетам), который был истреблен суквомишами и другими народами в XIX веке.

## Название
Береговые селиши — группа местных народов, проживающих на юго-западе Британской Колумбии и северо-западе штата Вашингтон, которые имеют общее происхождение и культуру. За всю их общую историю (которая известна вплоть до 8000 г. до н. э.) не существовало общего термина, который бы объединял их. Сегодня береговые селиши являются одной из крупнейших этнокультурных ветвей селишских народов. Сейчас селишские народы подразделяются на 5 групп, из которых береговые и внутренние селиши являются первичными. Селишская языковая семья состоит из 23 языков. Европейские и американские путешественники впервые встретились с селишами в конце XVIII в. Первую детальную информацию о них получила экспедиция Льюиса и Кларка в 1804—1806 гг. Изначально термин «селиши» относился лишь к племени флатхед (внутренние селиши), которое проживало близ одноимённого озера в Монтане. К середине XX в. это понятие распространилось на все народы, разговаривающие на близких языках. Народ флатхед продолжает называть свой язык и культуру селишской. Так, озеро Флатхед иногда называют озером Селиш. Название моря «Селиш» появилось лишь в конце XX века. Общего названия для этой акватории нет ни в одном из береговых селишских языков.
Данная совокупность водных объектов иногда называется бассейн Джорджия, Джорджия-Пьюджет, Пьюджет-Джорджия, впадина Джорджия или Пьюджет-Саунд и т. д. Канадская часть моря часто называется заливом Джорджия, который включает в себя одноимённый пролив и окружающие водные объекты. Как и топоним Пьюджет-Саунд, так и пролив Джорджия часто используются не только для обозначения акваторий, но и для обозначения общин на их берегах.

## Статус
В августе 2009 года топонимический офис Британской Колумбии принял резолюцию, рекомендующую Топонимической информационной системе Британской Колумбии принять это название в случае его принятия топонимической системой США. Название было принято топонимической системой штата Вашингтон в конце октября 2009 года. Топонимическая система США приняла название 12 ноября 2009 года. Однако международного признания это название пока не получило. Соответствующего предложения в находящийся на рассмотрении Международная гидрографическая организация проект издания «Границы морей и океанов» не внесено.